# William Patterson (Politiker, 1790)
William Patterson (* 1790 in Maryland; † 17. August 1868 in Van Wert, Ohio) war ein US-amerikanischer Politiker. Zwischen 1833 und 1837 vertrat er den Bundesstaat Ohio im US-Repräsentantenhaus.

## Werdegang
Noch in seiner Jugend zog William Patterson nach Mansfield im späteren Ohio, wo er vorbereitende Schulen besuchte. Nach einem anschließenden Jurastudium und seiner Zulassung als Rechtsanwalt begann er in diesem Beruf zu arbeiten. Er nahm auch als Soldat am Britisch-Amerikanischen Krieg von 1812 teil. In den Jahren 1820 und 1827 war er beisitzender Richter am Berufungsgericht. Außerdem bekleidete er einige lokale Ämter in seiner Heimat. In den 1820er Jahren schloss er sich der Bewegung um den späteren Präsidenten Andrew Jackson an und wurde Mitglied der von diesem 1828 gegründeten Demokratischen Partei.
Bei den Kongresswahlen des Jahres 1832 wurde Patterson im 14. Wahlbezirk von Ohio in das US-Repräsentantenhaus in Washington, D.C. gewählt, wo er am 4. März 1833 die Nachfolge von Eleutheros Cooke antrat. Nach einer Wiederwahl konnte er bis zum 3. März 1837 zwei Legislaturperioden im Kongress absolvieren. Diese waren von den Diskussionen um die Politik von Präsident Jackson bestimmt. Nach seiner Zeit im US-Repräsentantenhaus ist Patterson politisch nicht mehr in Erscheinung getreten. Er starb am 17. August 1868 in Van Wert und wurde in Mansfield beigesetzt.